# Jennifer K. Stuller
Jennifer K. Stuller ist eine US-amerikanische Schriftstellerin, Medienkritikerin und feministische Popkultur-Historikerin.

## Leben
Geboren in der kalifornischen San Francisco Bay Area zog Stuller 1997 nach Seattle, wo sie an der University of Washington vergleichende Geschichte und Ideen und Frauenstudien studierte. Sie schreibt unter anderem für das Bitch Magazin und war Meinungskolumnistin der The Daily of the University of Washington. Stuller ist Mitbegründerin und Programm-Direktorin der GeekGirlCon in Seattle, einer Organisation, die sich der Anerkennung, Förderung und Unterstützung von Frauen in der Geek- und Popkultur sowie in den MINT-Fächern widmet. Stuller trat in mehreren Dokumentarfilmen über Comic- und Filmgeschichte als Expertin auf.

## Werk (Auswahl)
- Ink-stained Amazons and Cinematic Warriors: Superwomen in Modern Mythology, Bloomsbury, 2010. ISBN 978-1845119652
- Fan Phenomena: Buffy the Vampire Slayer, Intellect Books, 2013. ISBN 978-1783200191
- Choosing Her “Fae”te: Subversive Sexuality and Lost Girl’s Re/evolutionary Female Hero, in: Norma Jones; Maja Bajac-Carter und Bob Batchelor (Hg.): Heroines of Film and Television - Portrayals in Popular Culture, Rowman & Littlefield, 2014.

## Filmographie
- 2009: Wonder Woman: Daughter of Myth, als Expertin

- 2009: Wonder Woman: A Subversive Dream, als Expertin
- 2012: Wonder Women! The Untold Story of American Superheroines, als Expertin
- 2017: Secret History of Comics (Fernsehserie, als Expertin)